# 被選挙権
被選挙権（ひせんきょけん、英語: Eligibility for election）とは、政治における参政権の一つであり、候補者が国や地方での選挙を経て公職に就任する資格または地位を指す。被選資格（ひせんしかく）とも称する。なお、選挙権と被選挙権が同じ要件である選挙のことを互選（ごせん）と呼ぶ。

## 被選挙権の本質
被選挙権を選挙権によって認められた選挙に参加する権利の一環である「立候補の自由」とみなす見解がある一方で、選挙を通じて当該公職に相応しい人物を選び出すのが選挙の目的であるとして、被選挙権を権利そのものではなくて権利能力とする見方を採用して、選挙で選ばれた場合に公職に就くことを許される資格と捉える見解もある。そのため、選挙権と異なる要件を付される場合があり、その場合には選挙権よりも要件が狭くとらえられることとなる。

## 被選挙権と年齢

30-
25–29
21–24
20
18
-17
データなし
立法府なし

世界・地域における被選挙権年齢（国の議会）（2015年12月現在）
- 17歳 –  北朝鮮・ 東ティモール
- 18歳 -  アイスランド・ アルバニア・ アンドラ・ イギリス☆（下院）・ ウガンダ・ オーストラリア（下院・上院）・ オーストリア（下院）・ オランダ（下院・上院▲）・ カーボベルデ・ ガイアナ・ カナダ☆（下院）・ ギニア・ キューバ・ グアテマラ・ グレナダ（下院・上院▲）・ クロアチア・ ケニア（下院・上院）・ コモロ・ サントメ・プリンシペ・ スイス（下院）・ スウェーデン・ スペイン（下院・上院）・ スリランカ・ スロベニア（下院・上院▲）・ エスワティニ（下院・上院▲）・ セーシェル・ セルビア・ 中国▲・ デンマーク・ ドイツ☆（下院・上院▲）・ トリニダード・トバゴ（下院）・ ベリーズ・ ニュージーランド・ ノルウェー・ ハンガリー・ フィジー・ フィンランド・ フランス☆（下院）・ ベルギー（下院・上院▲）・ ボスニア・ヘルツェゴビナ（下院・上院▲）・ ポルトガル・ マケドニア・ マルタ・ 南アフリカ（下院・上院▲） モーリシャス・ モザンビーク・ モルディブ・ モンテネグロ・ リヒテンシュタイン・ ルクセンブルク
- 20歳 -  ナウル・ バーレーン
- 21歳 -  アイルランド（下院・上院▲）・ アンティグア・バーブーダ（下院・上院▲）・ イギリス☆（上院▲）・ イスラエル・ インドネシア・ ウクライナ・ エストニア・ エチオピア（下院・上院）・ オーストリア（上院▲）・ ガーナ・ ガンビア・ ギニアビサウ・ キリバス・ キルギス・ コスタリカ・ サモア・ ザンビア・ シエラレオネ・ ジャマイカ（下院・上院▲）・ シンガポール・ ジンバブエ（下院）・ スーダン（下院・上院▲）・ スリナム・ スロバキア・ セントクリストファー・ネイビス・ セントビンセント・グレナディーン・ セントルシア（下院・上院▲）・ ソロモン諸島・ タンザニア・ チェコ（下院）・ チリ（下院）・ ツバル・ ドミニカ共和国・ トンガ・ ナミビア（下院・上院▲）・ ニカラグア・ ニジェール・ パナマ・ バハマ（下院）・ バルバドス（下院・上院▲）・ ブラジル・ ブルガリア・ ブルキナファソ・ ベトナム・ ベネズエラ・ ベラルーシ（下院）・ ポーランド（下院）・ ボツワナ・ 香港・ ホンジュラス・ マーシャル諸島・ マダガスカル・ マラウイ・ マリ共和国・ マレーシア（下院）・ メキシコ（下院）・ ラオス・ ラトビア・ ルワンダ・ レソト（下院・上院）・ ロシア（下院）☆
- 23歳 -  カメルーン（下院）・ ジブチ・ 中華民国・ チュニジア・ モロッコ・ ルーマニア（下院）
- 24歳 -  カタール▲・ フランス☆（上院▲）
- 25歳 -  アゼルバイジャン・ アフガニスタン（下院）・ アメリカ☆（下院）・ アルジェリア（下院）・ アルゼンチン・ アルメニア・ イエメン・ イタリア☆（下院）・ インド（下院）・ ウズベキスタン・ ウルグアイ（下院）・ エジプト・ エルサルバドル・ カザフスタン（下院）・ カンボジア（下院）・ キプロス・ ギリシャ・ コートジボワール・ コロンビア（下院）・コンゴ共和国（下院）・ コンゴ民主共和国（下院）・ サンマリノ・ ジョージア・ シリア・ 赤道ギニア・ セネガル・ 韓国・ タジキスタン（下院）・ チャド・ トーゴ・ ドミニカ共和国（下院・上院）・トリニダード・トバゴ（上院▲）・ トルクメニスタン・ トルコ・ 日本☆（下院＝衆議院）・ ネパール・ ハイチ（下院）・ パキスタン・ バヌアツ・ パプアニューギニア・ パラオ（下院・上院）・ パラグアイ・ バングラデシュ・ フィリピン（下院）・ ブータン（下院）・ ブルンジ（下院）・ ベナン・ ペルー・ ボリビア・ ミャンマー（下院）・ メキシコ（上院▲）・ モーリタニア（下院）・ モナコ・ モンゴル・ リトアニア・ リビア・ リベリア（下院）・ レバノン
- 26歳 -  イラン
- 28歳 -  ガボン（下院）・ パレスチナ
- 30歳 -  アメリカ合衆国☆（上院）・ アルゼンチン（上院）・ イラク・ インド（上院）・ ウルグアイ（上院）・ エクアドル・ オマーン（下院）・ カザフスタン（上院▲）・ カナダ☆（上院▲）・ クウェート・ コロンビア（上院）・ コンゴ民主共和国（上院▲）・ サウジアラビア▲・ ナイジェリア（下院）・ 日本☆（上院＝参議院）・ ハイチ（上院）・ パキスタン（上院▲）・ バハマ（上院）・ ベラルーシ（上院▲）・ ポーランド（上院）・ マレーシア（上院▲）・ ミクロネシア・ ミャンマー（上院）・ モロッコ（上院▲）・ ヨルダン（下院）・ リベリア（上院）・ ロシア（上院）☆
- 33歳 -  ルーマニア（上院）
- 35歳 -  アンゴラ・ アフガニスタン（上院▲）・ タジキスタン（上院▲）・ チリ（上院）・ ナイジェリア（上院）・ フィリピン（上院）・ ブラジル（下院）・ ブルンジ（上院▲）・ ボリビア（上院）・ モーリタニア（上院）
- 40歳 -  アルジェリア（上院▲）・ イタリア☆（上院）・ オマーン（上院▲）・ ガボン（上院▲）・ カメルーン（上院▲）・ カンボジア（上院▲）・ ジンバブエ（上院）・ チェコ（上院）・ パラグアイ・ ヨルダン（上院▲）
- 45歳 -  コンゴ共和国（上院▲）

## 被選挙権の欠格事由
日本では例外的に被選挙権を有しない者については、公職選挙法第11条1～2項・第252条、政治資金規正法第28条、電磁記録投票法第17条に規定がある。
- 禁錮以上の刑に処せられその執行を終わるまでの者
- 禁錮以上の刑に処せられその執行を受けることがなくなるまでの者（刑の執行猶予中の者を除く）

具体的には、以下の何れも成立してない者
1. 仮釈放後の残刑期期間満了
2. 刑の時効
3. 恩赦による刑の執行免除

- 公職[注 1]にある間に犯した収賄罪または斡旋利得罪により刑期満了になっていない者
- 公職[注 1]にある間に犯した収賄罪または斡旋利得罪の実刑の刑期満了から10年間を経過しない者
- 選挙に関する犯罪[注 2]により禁錮以上の刑に処せられ、刑が執行猶予中の者
- 選挙に関する犯罪[注 2]により実刑の刑期満了から5年間を経過しない者
- 政治資金規正法に定める犯罪[注 3]により禁錮以上の刑に処せられ、刑が執行猶予中[注 4]の者
- 政治資金規正法に定める犯罪[注 3]により実刑の刑期満了から5年間[注 4]を経過しない者

## 日本の被選挙権
備えなければならない条件については、下記の通り。
- すべてに共通 - 日本国民であること
- 衆議院議員、市区町村長 - 満25歳以上
- 参議院議員、都道府県知事 - 満30歳以上
- 都道府県議会議員、市区町村議会議員 - 満25歳以上で、その選挙権を持っていること

また、その都道府県内、または市町村に引き続き3か月以上住所があり、客観的な居住実態があることも必要となる。2019年（令和元年）の統一地方選挙では、居住実態が無いにもかかわらず立候補するケースが相次いだことから、2020年に地方分権一括法が改正。立候補者に居住実態に関する宣誓書の提出を求め、虚偽と判明した場合に30万円以下の罰金を科すこととなった。
なお、選挙権を失う条件は「選挙に関する犯罪により、選挙権や被選挙権が停止されている者」など、被選挙権を失う条件（前述）と同一である。